# Путивль (станція)
Пути́вль (стара назва Красне) — проміжна залізнична станція 4 класу Конотопської дирекції Південно-західної залізниці.
Розташована у місті Буринь Сумської області між станціями Кошари (18 км) та Путійська (17,5 км).
Через станцію проходять поїзди як місцевого так і далекого сполучення.

## Історія

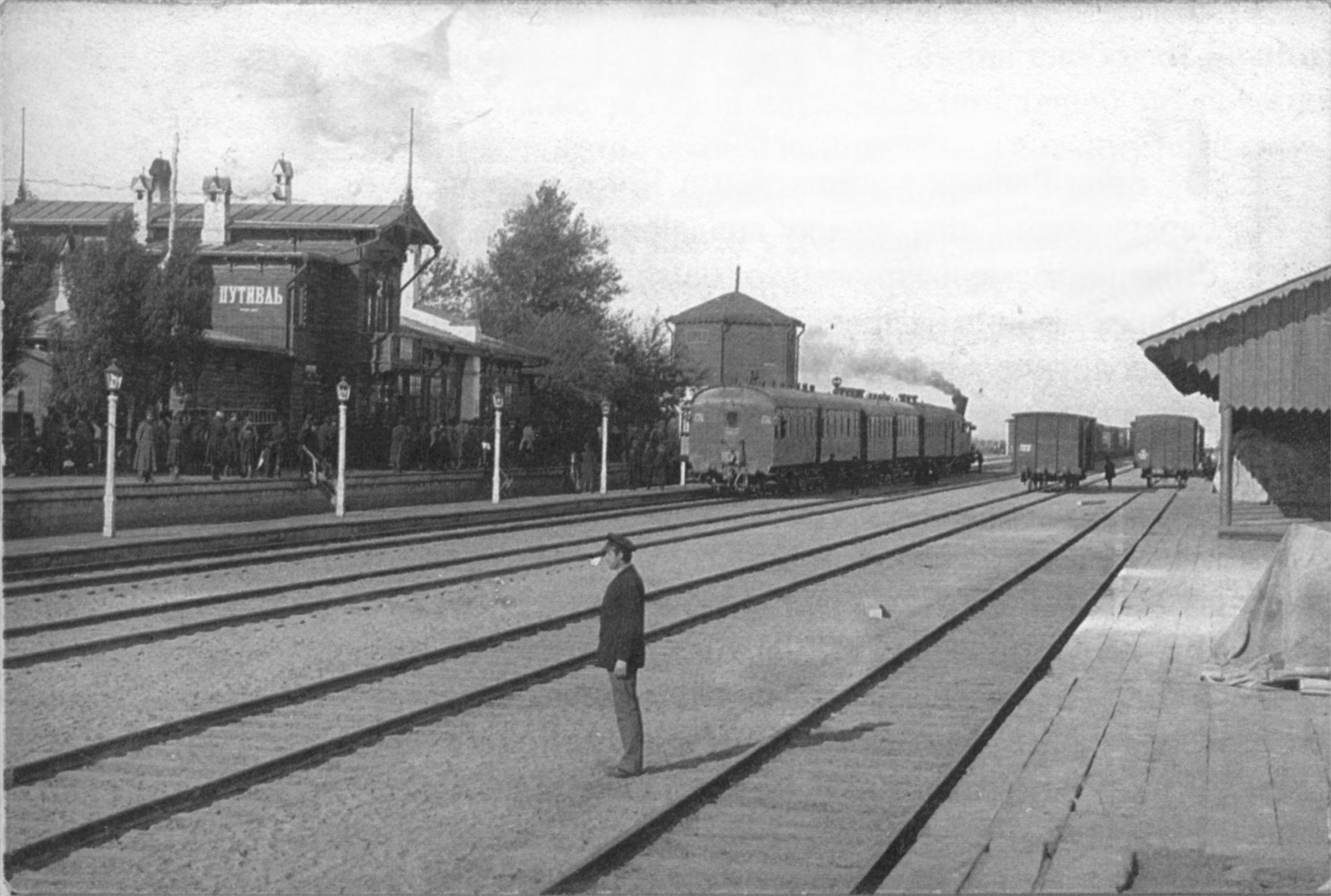
Станція Путивль на початку ХХ століття

З деяких історичних джерел відомо, що згідно з проєктом будівництва нової залізничної лінії від Курська до Києва вона мала проходити безпосередньо через повітове місто Путивль. Однак місцеве духовенство, купці, власники гужового промислу, звиклі до розміреного життя, а також боячись втратити свої прибутки, не захотіли порушувати усталений уклад. Тому вони, буцімто, дали великий хабар інженерам, які проєктували цю дорогу, попрохавши провести її подалі від старовинного міста. Тож місцем для побудови станції була вибрана місцевість між селами Червона Слобода та Буринь, які знаходилось за 18 верст від власне Путивля. Тому станція спочатку називалася Красне,  але у період 1880-88 років чомусь була перейменована і набула назву Путивль.

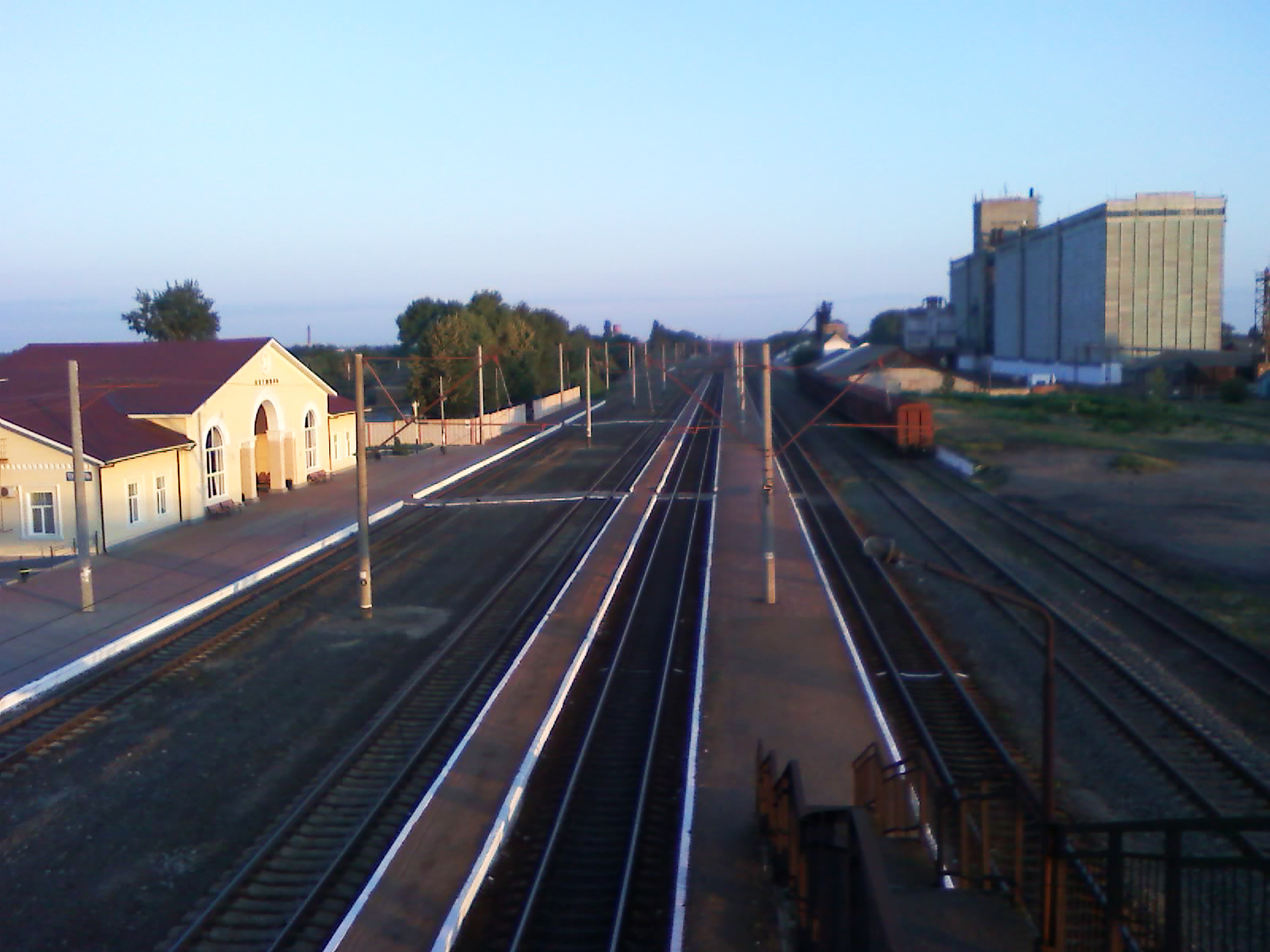
Залізничні колії станції на світанку (15 червня 2011)

Та згодом путивляни зрозуміли, що прорахувалися, бо з побудовою станції поблизу Бурині цей населений пункт почав стрімко розвиватися. Незабаром у 1895 тут були побудовані бурякоцукровий, а згодом і цукрорафінадний заводи на капітал єврейського промисловця Шевеля Ширмана, на яких з'явилися робочі місця. Таким чином буринські селяни ставали робітниками, а їх добробут помітно покращився. Згодом Буринь перетворилася з села на містечко (а за радянської влади у 1925 році воно стало районним центром і у 1964 вже набуло статус міста). Путивль же почав занепадати. Відсутність залізниці помітно позначилося на розвитку економіки та містобудування. Так, містяни внаслідок віддаленості від залізниці мали платити так звану гужову надбавку за поставлені з інших місць товари, переживали різні транспортні незручності.
Тому місцева влада на об'єднаному засіданні надзвичайного Путивльського повітового земського зібрання та Путивльської міської думи 13 січня 1908 року з питання про приєднання міста Путивль з залізничною мережею імперії, визнала за доцільне прокладання залізниці та погоджуючись з доповіддю спеціальної комісії щодо проведення запроєктованої до побудови акціонерним товариством Придніпровської залізничної магістралі Херсон — Катеринослав — Полтава — Терни продовжити її через станцію Путивль Московсько-Києво-Воронезької залізниці по Путивльському повіту до міст Путивль та Глухів і далі до станції Хутір-Михайлівський тієї ж Московсько-Києво-Воронезької залізниці. На цій підставі зібрання ухвалило прохати Курське губернське земське зібрання прийняти на себе подальше провадження справи з прокладання залізничної лінії через Путивльський повіт та місто Путивль згідно з зацікавленими земствами.

До розробки проєкту був залучений інженер шляхів сполучення Степан Олександрович Чмутов. У своєму листі від 28 лютого 1908 року він виклав техніко-економічне обґрунтування, у якому, зокрема, зазначив:
Прокласти гілку від ст. Буринь (Путивль) до м. Путивль (до річки Сейм без мосту через Сейм) коштує недорого, близько 500 тис. руб. Кінцевий пункт гілки (ст. Путивль) буде навпроти міста між річкою Рехтою (Сейм) та озером Хатишем. Довжина гілки від 14 до 15 верст. Якщо ж ви бажаєте мати проєкт від станції Терни через Буринь та місто Путивль до станції Глухів, то це буде завдовжки 87 верст плюс 3 версти з'єднувальна гілка до ст. Буринь, загалом 90 верст. Напрямок тут буде іншим, а саме: перетин ріки Сейм південніше хутора Калініна, потім на села Білу Галицю та Ширяєве, щоб вздовж яру розвинути від долини річки Сейм підйом у степ на 40 верст. Обігнувши Ширяєвський яр, лінія піде на Путивль і з північно-східної околиці міста, за півтори версти від нього (у бік Рижкового хутора), буде спроєктована станція Путивль.
Як свідчить цей історичний документ, будівництво залізничної станції Путивль планувалося безпосередньо поблизу міста Путивль. На жаль, цьому проєкту не судилося бути здійсненим через певні причини. А залізнична станція Красне, що згодом опинилася у межах Бурині внаслідок її розростання, з незрозумілих мотивів чомусь пізніше була перейменована на станцію Путивль.

## Пасажирське сполучення
На станції Путивль зупиняються наступні поїзди:
- № 780/779 Інтерсіті+ «Столичний експрес» Київ — Суми (щоденно)
- №259/260 Івано-Франківськ— Суми ( через день)
- Регіональний електропоїзд № 817/818 Ворожба — Київ — Фастів
- Приміські електропоїзди Бахмач — Конотоп — Ворожба.

Раніше зупинялися такі поїзди:
- «Північний експрес» сполученням Суми — Новгород-Сіверський / Зернове (по дням тижня)
- № 100/99 Мінськ — Запоріжжя (через день, в літній період до ст. Новоолексіївка — щоденно)
- № 124/123 Київ — Костянтинівка (щоденно)
- № 134/133 Київ — Лисичанськ (щоденно)
- № 144/143 «Либідь» Санкт-Петербург — Харків (через день)
- № 236/235 Харків — Ужгород (по числах місяця)
- № 776/775 «Столичний експрес» Київ — Харків (щоденно)